# Ochsenweid (Waldmünchen)
Ochsenweid ist ein Ortsteil der Stadt Waldmünchen im Landkreis Cham des Regierungsbezirks Oberpfalz im Freistaat Bayern.

## Geografie
Ochsenweid liegt am südöstlichen Ortsrand von Geigant, 730 Meter östlich der Bahnstrecke Cham–Waldmünchen und an der parallel zur Bahnlinie verlaufenden Staatsstraße 2146, 6,3 Kilometer südlich von Waldmünchen und 6,9 Kilometer südwestlich der tschechischen Grenze.

## Geschichte
Ochsenweid wurde 1792 erstmals genannt. Es gehörte zu Geigant.
1820 wurden im Landgericht Waldmünchen Ruralgemeinden gebildet. Dabei kam Ochsenweid zur patrimonialgerichtlichen Ruralgemeinde Geigant. Zur Ruralgemeinde Geigant gehörte neben Geigant mit 56 Familien die Einöde Ochsenweid mit 2 Familien. Später kamen noch Unterer Roßhof und Beckenhöhle zur Gemeinde Geigant hinzu. 1972 wurden die Gemeinden Katzbach und Rannersdorf nach Geigant eingemeindet.
1978 verlor die Gemeinde Geigant ihre Selbständigkeit und wurde an die Stadt Waldmünchen angeschlossen. Dieser Schritt findet bis in die Gegenwart Kritiker in der Bevölkerung.
Ochsenweid gehört zur Pfarrkuratie Geigant. 1997 hatte Ochsenweid 18 Katholiken.

## Einwohnerentwicklung ab 1820
| Jahr | Einwohner  | Gebäude |
| ---- | ---------- | ------- |
| 1820 | 2 Familien | k. A.   |
| 1838 | 26         | 3       |
| 1861 | 24         | 5       |
| 1871 | 16         | 10      |
| 1885 | 13         | 3       |
| 1900 | 9          | 3       |
| 1913 | 16         | 2       |

| Jahr | Einwohner | Gebäude |
| ---- | --------- | ------- |
| 1925 | 10        | 2       |
| 1950 | 10        | 2       |
| 1961 | 11        | 2       |
| 1970 | 12        | k. A.   |
| 1987 | 14        | 3       |
| 2011 | 7         | k. A.   |